# サンケン電気
サンケン電気株式会社（サンケンでんき）は、埼玉県新座市に本社を置く、電気機器メーカー。電源3社の一角を占め、この3社の中で最も事業規模が大きく中心的存在である。

## 沿革
- 1937年 - 東邦電力により財団法人東邦産業研究所設立。
- 1940年 - 埼玉県北足立郡志木町（現・志木市）に東邦産業研究所東京試験所を開設。
- 1942年 - 第2次電力国家管理と配電統制の実施に伴い、日本発送電、各配電会社に現物出資し、東邦電力解散。しかし東邦産業研究所は存続した。
- 1946年 - 東邦電力創設者松永安左エ門が慶応義塾の塾生だった縁で、東京試験所の土地を慶応義塾に寄付する事を決定。当時半導体研究室主任であった小谷銕治が技術者と設備を継承し、東邦産研電気株式会社を設立。
- 1947年 - 慶應義塾へと東京試験所の土地・設備を寄付し東邦産業研究所は解散。東京試験所跡地には現在慶應義塾志木高等学校が建つ。
- 1952年 - 埼玉県北足立郡大和田町（現・新座市）の現在地に本社・工場を移転。
- 1961年 - 東京証券取引所2部上場。
- 1962年 - サンケン電気株式会社に社名変更。
- 1969年 - 大阪証券取引所2部上場。
- 1970年 - 東京証券取引所、大阪証券取引所各1部指定替え。
- 1973年 - 韓国馬山市に韓国サンケンを設立（2021年撤退）[1]。
- 1990年 - スプレーグ テクノロジーズ インク(米国)の半導体部門を買収し、アレグロ マイクロシステムズ インク(米国、現 アレグロ マイクロシステムズ エルエルシー、現 連結子会社)を設立[2]。
- 2004年 - 大阪証券取引所上場廃止。
- 2009年 - 中国深圳市に「三墾電気（上海）有限公司　深圳分公司」を開設。
- 2012年 - 「大連三墾電気有限公司」にて半導体組立工場を建設・稼働。
- 2013年 - 北米地域統括会社 サンケン ノース アメリカ インク（現「Allegro MicroSystems Inc」）を設立。
- 2017年 - サンケン エレクトリック（タイランド）カンパニーリミテッドを設立。
- 2021年3月1日 - 社会システム事業をサンケン電設株式会社へ吸収分割により継承。
- 2021年3月29日 - エフィッシモ・キャピタル・マネジメント傘下のECMマスターファンドSPV2が株式公開買付けを実施し、その100%株主であるサンテラ（ケイマン）リミテッドが、直接保有分含め議決権所有割合ベースで19.93%の株式を取得。
- 2021年5月1日 - サンケン電設株式会社の全株式をGSユアサへ譲渡。同社は株式会社GSユアサインフラシステムズに商号変更。

## 事業内容
- IC
- トランジスタ
- サイリスタ
- ダイオード
- センサ
- 発光ダイオード（LED）
- 冷陰極管
- スイッチング電源
- 無停電電源装置（UPS）
- ACアダプタ
- ノイズフィルター
- インバータ
- 航空障害灯
- 直流電源装置

## 事業所
- 本社 - 埼玉県新座市

## 関連企業
- 石川サンケン
- 山形サンケン
- 鹿島サンケン
- 福島サンケン
- Allegro MicroSystems Inc他